# Benedizione oscura
Benedizione oscura (Dark Benediction) è un racconto di fantascienza postapocalittica dell'autore americano Walter M. Miller del 1951.

## Storia editoriale
Il racconto apparve per la prima volta sul numero 9 della rivista Fantastic Adventures nel 1951. Ristampato sul numero 17 del 1953, fu poi raccolto in volume a partire dal 1962. La prima edizione italiana fu, nel 1964, su un numero monografico della rivista Futuria, insieme con l'altro racconto Umani a condizione e un saggio di Luigi Cozzi. Fu poi incluso nel volume antologico Catastrofi! degli Oscar Mondadori e nel volume della collana I Massimi della Fantascienza dedicato a Walter M. Miller, assieme al romanzo Un cantico per Leibowitz e agli altri racconti Umani a condizione e Il mattatore.

## Trama
Gran parte dell'umanità è stata contagiata da un morbo di origine aliena, il neuroderma, giunto sulla Terra tramite meteoriti artificiali. Chi ne soffre vede la sua pelle diventare color grigio scuro e sperimenta sensi più acuti e il desiderio irrefrenabile di toccare una persona sana, trasmettendole a sua volta la malattia.
Paul Harris Oberlin è un giovane, ex studente universitario, che cerca di sopravvivere vagando alla ricerca di cibo. Giunto nei sobborghi di Houston, è reclutato a forza dalla milizia di Georgelle, un signore della guerra che intende ristabilire l'ordine nel caos seguito al crollo delle istituzioni politiche. Quando vede gli uomini di Georgelle che sono sul punto di eliminare una ragazza molto attraente ma malata, Paul s'impadronisce del camion su cui si trova e fugge in direzione della città insulare di Galveston. Il ponte che la collega alla terraferma è stato distrutto, ma Paul raggiunge ugualmente Galveston con una barca per cercare un medico per la ragazza, di nome Willow detta "Willie", che è stata ferita ad una gamba.
In città c'è un ospedale gestito da religiosi, tutti contagiati, che si prendono cura della ferita. Lì Paul fa la conoscenza del dottor Seevers, uno scienziato dell'Università di Princeton che gli dà la sua interpretazione del morbo: l'agente patogeno sarebbe un microrganismo in simbiosi con una specie aliena intelligente, che ne aveva tratto giovamento; per condividere questo vantaggio con abitanti di altri mondi, l'avrebbe sparpagliato nello spazio, accompagnandolo con avvertimenti dei quali gli uomini, nella loro precipitazione, non si sarebbero accorti.
Una notte, nell'alloggio che gli è stato assegnato nell'ospedale, Paul si sente toccare. Cerca Willie, ma questa è sparita. Temendo che possa essersi uccisa, va alla sua ricerca e la ritrova. Essa gli confida di non aver resistito alla tentazione di toccarlo; Paul accetta l'eventualità di essere stato contagiato e decide di restarle vicino.

## Edizioni
- (EN) Walter M. Miller, jr., Dark Benediction, in Fantastic Adventures, vol. 13, n. 9, settembre 1951,  pp. 78-115.
- Walter M. Miller, Benedizione oscura, in Futuria, traduzione di Arianna Rossi Livenzev, n. 4, Zillitti Editore, dicembre 1964.
- Walter M. Miller, Benedizione oscura, in Isaac Asimov, Martin H. Greenberg e Charles G. Waugh (a cura di), Catastrofi!, traduzione di Giuseppe Lippi, Oscar 1767, Milano, Mondadori, 1984.
- Walter M. Miller, Un cantico per Leibowitz; Benedizione oscura; Umani a condizione; Il mattatore, traduzione di Arianna Rossi Livenzev, I Massimi della Fantascienza, Milano, Mondadori, 1988.
- Walter M. Miller, Benedizione oscura, in Il grande libro della fantascienza. Società del futuro. Romanzi brevi degli anni '50, traduzione di Arianna Rossi Livenzev, Edgar Mammut 3.44, Interno Giallo, 1992, ISBN 883560169X.